# Rho
Rho [rɔ] é uma comuna italiana da região da Lombardia, província de Milão, com cerca de 51.181 habitantes. Estende-se por uma área de 22 km², tendo uma densidade populacional de 2326 hab/km². Faz fronteira com Lainate, Arese, Pogliano Milanese, Milano, Pregnana Milanese, Pero, Cornaredo, Settimo Milanese.

## Demografia
| Variação demográfica do município entre 1861 e 2011                               |
|                                                                                   |
| Fonte: Istituto Nazionale di Statistica (ISTAT) - Elaboração gráfica da Wikipedia |